# 4683 Veratar
4683 Veratar eller 1976 GJ1 är en asteroid i huvudbältet som upptäcktes den 1 april 1976 av den rysk-sovjetiske astronomen Nikolaj Tjernych vid Krims astrofysiska observatorium på Krim. Den har fått sitt namn efter Vera Tarashchuk.
Asteroiden har en diameter på ungefär 17 kilometer och den tillhör asteroidgruppen Themis.